# Leza (Alava)
Leza est une commune d'Alava, dans la communauté autonome du Pays basque en Espagne.